# Фаби, Никколо
Никколо Фаби (итал. Niccolò Fabi, род. 16 мая 1968 в Риме) — итальянский автор-исполнитель.

## Биография
Никколо Фаби — сын искусства: его отец, Клаудио, был одним из самых влиятельных людей в сфере звукозаписи Италии в 70-х годах, к тому же сам писал музыку.
Когда Никколо исполнилось пять лет, он начал учиться играть на фортепьяно и изучать классическую музыку. В 1981 году начал играть на ударных. Писать песни начал с 14 лет. В 1994 году окончил институт филологии.
Благодаря успеху своего первого сингла Dica, выпущенного в 1996 году, Фаби участвует в Фестивале Сан-Ремо 1997 года в категории молодых исполнителей и получает премию критиков. В 1997 году выходит его дебютный альбом Il giardiniere. Годом позже он вновь участвует в Фестивале Сан-Ремо с песней «Lasciarsi un giorno a Roma» и выпускает свой второй альбом, названный просто Niccolò Fabi. Второй сингл с альбома — «Vento d'estate», песня, записанная дуэтом с давним другом Максом Гацце́ (Max Gazzè) и вошедшая также в альбом Гацце́ — La favola di Adamo ed Eva.
В 2000 выходит третий студийный альбом Sereno ad ovest, а годом позже, для испаноговорящих стран, выходит сборник песен, исполненных на испанском языке.
В 2003 выходит новый альбом La cura del tempo, содержащий дуэт на песню «Offeso» с Фьореллой Манойей (Fiorella Manoia).
В 2005 записывает песню «Non è amore» для альбома Edoardo Bennato La fantastica storia del pifferaio magico.
В 2006 выпускает свой пятый альбом Novo Mesto. На Фестивале Сан-Ремо 2006 года в качестве гостя вечера дуэтов исполняет с группой Zero Assoluto песню «Svegliarsi la mattina».
3 ноября 2006 выпускает свою первую компиляцию Dischi volanti 1996—2006, которая поступает в продажу в двух версиях: двойной CD с лучшими композициями за 10-летнюю карьеру и три ранее не издававшиеся песни, а также ограниченное издание двойного CD и бонусного DVD с видеоклипами и концертными версиями некоторых песен.
Весной 2007 участвует в проекте Progetto per il Darfur и дает многочисленные благотворительные концерты в Судане.
21 апреля 2009 вместе с другими 55 итальянскими артистами участвует в записи песни «Domani 21/04/09», написанной Мауро Пагани (Mauro Pagani), все сборы от продажи пойдут для восстановления консерватории Alfredo Casella и Teatro Stabile d'Abruzzo в Л’Акуиле, которые были разрушены страшным землетрясением.
29 мая 2009 публикует свой шестой студийный альбом Solo un uomo, выход которого предваряет одноименный сингл.
3 июля 2010 в его личной жизни произошло страшное несчастье: его дочь Оливия в возрасте 22 месяцев умерла от молниеносного менингита в римской больнице Bambino Gesù. В память о дочери, Никколо, вместе со своей подругой, матерью Оливии, Shirin Amini, организует благотворительный фонд Parole di Lulù и масштабный концерт 30 августа в Маццано-Романо (Рим), в котором приняли участие многие итальянские артисты и музыканты (в их числе Elisa, Paola Turci, Marina Rei, Cristina Donà, Pilar, Tosca, Fiorella Mannoia, Max Gazzè, Daniele Silvestri, Samuele Bersani, Pacifico, Simone Cristicchi, Pier Cortese, Alex Britti, Jovanotti, Giuliano Sangiorgi, Клаудио Бальони, Gianni Morandi, Luca Barbarossa c Neri Marcorè, Enrico Ruggeri, Subsonica, Paolo Belli, Paolo Vallesi, Alberto Fortis и многие другие).
18 ноября 2010 получает премию "Premio Zamenhof 2010 - Le voci della pace" (Голоса Мира) за помощь бедным жителям Африки, особенно детям, за организацию концертов, которые помогли построить 20 школ в Судане и новую детскую больницу в Анголе.
В 2011 пишет песню «Lontano da tutto» для молодой итальянской певицы Серены Абрами (Serena Abrami), с которой она участвует в Фестивале Сан-Ремо.
4 мая 2011 была опубликована книга 30.08.2010 Immagini e parole di Lulù, подготовленная певцом вместе с Shirin Amini, фотографом и мамой Оливии. В книге собраны фотографии, снятые во время концерта в  Casale sul Treja. В течение лета дает более сорока концертов по всей Италии вместе со своей "супер командой" (Roberto Angelini, Gabriele Lazzarotti, Fabio Rondanini, Andrea Pesce, Andrea di Cesare, Cristiano De Fabriitis, Puccio Panettieri, Matteo Pezzolet). В конце года пишет песню Nel primo sguardo в соавторстве с популярной итальянской певицей Лаурой Паузини для её альбома Inedito.
7 сентября 2012 поступил в ротацию итальянского радио первый сингл Una buona idea с седьмого студийного альбома Никколо - Ecco, который вышел 9 октября 2012. Альбом был высоко оценен критиками и впервые за всю карьеру Никколо диск вошёл в первую пятерку самых продаваемых альбомов Италии. 17 сентября у пары Никколо и Shirin Amini родился сын Ким.
В октябре 2013, после голосования 200 итальянских музыкальных журналистов, диск Ecco получает награду Лучший альбом года на Targa Tenco 2013, самой престижной премии для авторов-исполнителей в Италии.
В 2014 году вместе с  Daniele Silvestri и Max Gazzé основывает проект FabiSilvestriGazzè, с которым публикует диск Il Padrone della festa, а также трио отправляется в турне по Европе (Кёльн, Берлин, Париж, Лондон, Брюссель, Люксембург, Амстердам, Валенсия, Мадрид и Барселона) в сентябре 2014 и в турне по крупнейшим спортивным площадкам Италии в ноябре и декабре 2014. 
Проект FabiSilvestriGazzè закончил своё существование двумя большими концертами в 2015 году: 22 мая в Арена ди Верона и 30 июля на фестивале Rock in Roma.

## Дискография

### Студийные альбомы
- 1997 — Il giardiniere
- 1998 — Niccolò Fabi
- 2000 — Sereno ad ovest
- 2003 — La cura del tempo
- 2006 — Novo Mesto
- 2009 — Solo un uomo
- 2012 — Ecco
- 2014 — Il Padrone della festa (в составе трио FabiSilvestriGazzè)
- 2016 — Una somma di piccole cose

### Компиляции
- 2006 — Dischi volanti 1996—2006

### DVD
- 2003 — La cura del tempo tour
- 2010 — Parole di Lulù
- 2015 — Il Padrone della festa - Live

### Синглы
- 1996 — Dica
- 1997 — Capelli
- 1997 — Il giardiniere
- 1997 — Rosso
- 1998 — Lasciarsi un giorno a Roma
- 1998 — Vento d’estate (с Max Gazzè)
- 1998 — Il male minore
- 2000 — Se fossi Marco
- 2000 — Qualcosa di meglio
- 2003 — È non è
- 2003 — Il negozio di antiquariato
- 2003 — Offeso (с Fiorella Manoia)
- 2006 — Costruire
- 2006 — Oriente
- 2006 — Evaporare
- 2007 — Milioni di giorni
- 2007 — Mi piace come sei (с Jarabedepalo)
- 2009 — Solo un uomo
- 2009 — La mia fortuna
- 2009 — Aliante
- 2010 — Parole parole (с Миной)
- 2012 — Una buona idea
- 2013 — Lontano da me
- 2013 — Indipendente
- 2014 — Life is sweet (FabiSilvestriGazzè)
- 2014 — L'amore non esiste (FabiSilvestriGazzè)
- 2014 — Come mi pare (FabiSilvestriGazzè)
- 2015 — Canzone di Anna (FabiSilvestriGazzè)
- 2016 — Ha perso la città